# Smaragdina flavicollis
Smaragdina flavicollis – gatunek chrząszcza z rodziny stonkowatych i podrodziny zmróżek. Zamieszkuje Europę i Azję Mniejszą.

## Taksonomia
Gatunek ten opisany został po raz pierwszy w 1825 roku przez Toussainta de Charpentiera pod nazwą Clythra flavicollis.

## Morfologia
Chrząszcz o ciele długości od 3,5 do 4,5 mm. Głowa jest czarna z metalicznym połyskiem i pomarańczową większą częścią żuwaczek. Na czole brak jest głębokiego wcisku, natomiast obecne jest głębokie, wyraźne punktowanie, układające się czasem w promieniście schodzące się zmarszczki. Człony czułków od pierwszego do trzeciego lub czwartego są pomarańczowe, pozostałe zaś czarne. Przedplecze jest jednolicie pomarańczowe, pozbawione wcisków. Pokrywy są jednolicie metalicznie niebieskie do granatowych, drobno i niezbyt gęsto punktowane. Odnóża są pomarańczowe, zwykle z zaczernioną nasadą ud ostatniej pary, rzadziej z całymi tylnymi udami czarnymi. Odwłok u samicy wyróżnia się od tego u samca obecnością dołeczka na ostatnim sternicie.

## Ekologia i występowanie
Owad ten zasiedla doliny rzeczne, brzegi potoków i strumieni oraz wąwozy. Osobniki dorosłe są polifagicznymi foliofagami żerującymi na liściach drzew i krzewów liściastych, głównie olch, ale też dębów, leszczyn i grusz. Larwy odżywiają się martwymi liśćmi. Aktywne osobniki dorosłe obserwuje się od czerwca do sierpnia.
Gatunek palearktyczny, znany z Hiszpanii, Francji, Belgii, Holandii, Niemiec, Szwajcarii, Liechtensteinu, Austrii, Włoch, Finlandii, Estonii, Łotwy, Litwy, Polski, Czech, Słowacji, Węgier, Białorusi, Ukrainy, Rumunii, Bułgarii, Słowenii, Chorwacji, Bośni i Hercegowiny, Grecji, europejskiej części Rosji (na północy po Karelię) i anatolijskiej części Turcji. W Polsce jest spotykany rzadko, notowany z nielicznych stanowisk. Na „Czerwonej liście gatunków zagrożonych Republiki Czeskiej” umieszczony jest jako gatunek krytycznie zagrożony wymarciem (CR).